# Killarney Provincial Park
Killarney Provincial Park är en park i Kanada.   Den ligger i provinsen Ontario, i den sydöstra delen av landet, 400 km väster om huvudstaden Ottawa. Killarney Provincial Park ligger 353 meter över havet.
Terrängen runt Killarney Provincial Park är kuperad norrut, men söderut är den platt. Killarney Provincial Park ligger uppe på en höjd. Trakten runt Killarney Provincial Park är nära nog obefolkad, med mindre än två invånare per kvadratkilometer.. Det finns inga samhällen i närheten. 
I omgivningarna runt Killarney Provincial Park växer i huvudsak blandskog.